# Spirulina
Ne doit pas être confondu avec le genre Arthrospira, de nom vernaculaire « spiruline », ou le produit alimentaire ou ingrédient qui en est tiré, la spiruline.
Genre
Spirulina est un genre de cyanobactéries — anciennement appelées cyanophycées ou « algues bleues » — des eaux chaudes peu profondes et saumâtres de la ceinture intertropicale. Le nom "Spirulina" vient de la forme en spirale de ces bactéries.

## Taxonomie et liste d'espèces

### Une taxonomie en cours d'évolution
La taxonomie du genre Spirulina (et du genre Arthrospira) n'est pas encore fermement établie, avec des reclassements occasionnels d'espèces dans d'autres genres. Les différences importantes en termes de morphologie et de phylogénétique entre l'espèce-type du genre Arthrospira, Arthrospira jenneri (Stizenberger ex Gomont, 1892), et les espèces économiquement exploitées sous l'appellation générique « spiruline » conduit Nowicka-Krawczyk, Mühlsteinová & Hauer (2019) à proposer la qualification d'un nouveau genre biologique, Limnospira, qui regrouperait différentes espèces qui se trouvent être toutes exploitées économiquement ou avoir un potentiel établi, à savoir Limnospira fusiformis comme espèce-type – l'actuelle Spirulina fusiformis (Voronichin 1934) –, Limnospira maxima – l'actuelle Arthrospira maxima (Setchell et Gardner, 1917) –, Limnospira indica – l'actuelle Arthrospira indica (Desikachary et Jeeji Bai, 1992) –, et, probablement également, Limnospira platensis – l'actuelle Arthrospira platensis.

### Liste d'espèces
Selon AlgaeBase (1 octobre 2019) :
- Spirulina abbreviata, Lemmermann
- Spirulina adriatica, Hansgirg
- Spirulina aeruginea, H.F.Buell
- Spirulina agilis, Kufferath
- Spirulina albida, Kolkwitz
- Spirulina allansonii, Welsh
- Spirulina anjalensis, D.A.Kumawat & A.K.Jawale
- Spirulina attenuata, Umezaki
- Spirulina baltica, B.Martens & Pankow
- Spirulina bayannurensis, L.Bosheng, Q.Chen & T.Chao-Tsi
- Spirulina breviarticulata, (Setchell & N.L.Gardner) Geitler
- Spirulina brevis, Croasdale
- Spirulina cabrerae, González Guerrero
- Spirulina caldaria, Tilden
- Spirulina californica, N.L.Gardner ex T.V.Desikachary & N.Jeeji Bai
- Spirulina cavanillesiana, González Guerrero
- Spirulina conica, Bharadwaja
- Spirulina corakiana, Playfair
- Spirulina crassior, Virieux
- Spirulina duplex, Wolle
- Spirulina flavovirens, Wislouch
- Spirulina gessneri, Schiller
- Spirulina gomontii, Guwinski
- Spirulina gordiana, González Guerrero
- Spirulina gracilis, Gruia
- Spirulina innatans, H.Welsh
- Spirulina labyrinthiformis, Gomont
- Spirulina laxa, G.M.Smith
- Spirulina laxissima, D.A.Kumawat & A.K.Jawale
- Spirulina legitima, Schiller
- Spirulina magnifica, (J.J.Copeland) Anagnostidis
- Spirulina major, Kützing ex Gomont / Desikachary
- Spirulina mariae, Margalef
- Spirulina mediterranea, K.N.Deckenbach
- Spirulina meneghiniana, Zanardini ex Gomont
- Spirulina minima, A.Wurtz
- Spirulina mukdensis, Noda
- Spirulina nodosa, Schiller
- Spirulina nordstedtii, Gomont
- Spirulina oceanica, (Gomont) Forti
- Spirulina princeps, West & G.S.West
- Spirulina pseudovacuolata, Utermöhl
- Spirulina regis, L.Hoffmann
- Spirulina robusta, H.Welsh
- Spirulina rosea, P.Crouan & H.Crouan ex Gomont
- Spirulina schroederi, Koppe
- Spirulina sigmoidea, Schiller
- Spirulina socialis, N.L.Gardner
- Spirulina spirulinoides, (Ghose) Geitler
- Spirulina stagnicola, Drouet
- Spirulina subsalsa, Y.Kuroiwa & M.Tasaki / Oersted ex Gomont / Compère
- Spirulina subtilissima, Kützing ex Gomont
- Spirulina tenerrima, Kützing ex Gomont
- Spirulina tenuior, (Lagerheim) Kirchner / (Hansgirg) Elenkin
- Spirulina tenuissima, Schwabe / Kützing
- Spirulina thermalis, Meneghini ex Kützing
- Spirulina undulans, K.N.Deckenbach
- Spirulina vaginata, Rabenhorst
- Spirulina versicolor, Cohn ex Gomont
- Spirulina weissii, Drouet

Des listes moins complètes sont compilées par ITIS (1 octobre 2019) et NCBI (1 octobre 2019).